# Erik von Kuehnelt-Leddihn
Erik Maria Ritter von Kuehnelt-Leddihn (Estíria, 31 de julho de 1909 — Lans, 26 de maio de 1999) foi um nobre austríaco, filósofo e cientista político. Ele se opôs às ideias da Revolução Francesa, bem como às do comunismo e do nazismo. Descrevendo-se como um "arquiliberal conservador" ou "liberal extremo", Kuehnelt-Leddihn frequentemente argumentou que o governo da maioria nas democracias é uma ameaça às liberdades individuais. Declarou-se monarquista e inimigo de todas as formas de totalitarismo, embora também apoiasse o que definiu como "repúblicas não democráticas". Kuehnelt-Leddihn citou os Pais Fundadores dos EUA, Tocqueville, Burckhardt, e Montalembert como as principais influências para seu ceticismo em relação à democracia.
Descrito como "Um livro ambulante do conhecimento", Kuehnelt-Leddihn tinha um conhecimento enciclopédico das humanidades e era um poliglota, capaz de falar oito línguas e ler outras dezessete.  Seus primeiros livros The Menace of the Herd (1943) e Liberty or Equality (1952) foram influentes dentro do movimento conservador americano. Associado de William F. Buckley Jr., seus escritos mais conhecidos foram publicados na National Review, onde foi colunista por 35 anos.

## Trabalho
Seus escritos sócio-políticos trataram das origens e das correntes filosóficas e culturais que formaram o nazismo. Ele se esforçou para explicar as complexidades dos conceitos monárquicos e dos sistemas da Europa, movimentos culturais como o hussitismo e o protestantismo, e os efeitos desastrosos de uma política americana derivada de sentimentos antimonárquicos e ignorância da cultura e história europeias.
Kuehnelt-Leddihn dirigiu algumas de suas críticas mais significativas ao ativismo de política externa de Wilson. Traços de wilsonianismo podiam ser detectados nas políticas externas de Franklin Roosevelt; especificamente, a suposição de que a democracia é o sistema político ideal em qualquer contexto. Kuehnelt-Leddihn acreditava que os americanos não entendiam muito da cultura da Europa Central, como o Império Austro-Húngaro, que Kuehnelt-Leddihn afirmou ser um dos fatores que contribuíram para a ascensão do nazismo. Ele também destacou características da sociedade, mentalidade e cultura alemã (especialmente as influências tanto protestantes quanto católicas)) e tentou explicar as correntes sociológicas do nazismo. Assim, ele conclui que o catolicismo sólido, o protestantismo sólido ou mesmo, provavelmente, a soberania popular sólida (unificação germano-austríaca em 1919), todos os três teriam impedido o nacional-socialismo, embora Kuehnelt-Leddihn não goste dos dois últimos.
Ao contrário da visão predominante de que o Partido Nazista era um movimento radical de direita com apenas elementos esquerdistas superficiais e mínimos, Kuehnelt-Leddihn afirmou que o nazismo (nacional-socialismo) era um movimento democrático fortemente esquerdista, enraizado na Revolução Francesa que desencadeou forças de igualitarismo, conformismo, materialismo e centralização. Ele argumentou que o nazismo, o fascismo, o liberalismo radical, o anarquismo, o comunismo e o socialismo foram movimentos essencialmente democráticos, baseados na incitação das massas à revolução e na intenção de destruir as velhas formas de sociedade. Além disso, Kuehnelt-Leddihn afirmou que toda democracia é basicamente totalitária e que todas as democracias eventualmente degeneram em ditaduras. Ele disse que não era o caso de "repúblicas" (a palavra, para Kuehnelt-Leddihn, tem o significado do que Aristóteles chama de πολιτεία), como a Suíça, ou os Estados Unidos, como foi originalmente concebido em sua constituição. No entanto, ele considerou os Estados Unidos, em certa medida, sujeitos a uma revolução democrática silenciosa no final da década de 1820.
Em Liberty or Equality, sua obra-prima, Kuehnelt-Leddihn contrastou a monarquia com a democracia e apresentou seus argumentos para a superioridade da monarquia: a diversidade é mantida melhor em países monárquicos do que em democracias. O monarquismo não se baseia no regime partidário e "encaixa-se organicamente no padrão eclesiástico e familiar da sociedade cristã". Depois de insistir que a demanda por liberdade é sobre como governar e não sobre quem governar um determinado país, ele apresenta argumentos para sua visão de que o governo monárquico é genuinamente mais liberal nesse sentido, mas a democracia naturalmente defende a igualdade, mesmo aplicação e, portanto, torna-se antiliberal. À medida que a vida moderna se torna cada vez mais complicada em muitos níveis sociopolíticos diferentes, Kuehnelt-Leddihn afirma que a Scita (o conhecimento político, econômico, tecnológico, científico, militar, geográfico e psicológico das massas e de seus representantes) e a Scienda (o conhecimento em essas questões necessárias para chegar a conclusões lógico-racionais-morais) estão separados por uma lacuna incessante e cruelmente crescente e que os governos democráticos são totalmente inadequados para tais empreendimentos.
Em fevereiro de 1969, Kuehnelt-Leddihn escreveu um artigo argumentando contra a busca de um acordo de paz para acabar com a Guerra do Vietnã. Em vez disso, ele argumentou que as duas opções propostas, um esquema de reunificação e a criação de um governo de coalizão vietnamita, eram concessões inaceitáveis ao marxista Vietnã do Norte. Kuehnelt-Leddihn exortou os EUA a continuar a guerra até que os marxistas fossem derrotados.
Kuehnelt-Leddihn também denunciou a pastoral dos bispos dos Estados Unidos em 1983, O Desafio da Paz. Ele escreveu que "a carta dos bispos respira idealismo... o imperialismo moral, a tentativa de injetar teologia na política, deve ser evitado exceto em casos extremos, dos quais a abolição e a escravidão são exemplos".

## Provérbios
- "'Welfare State' é um nome impróprio, pois todo estado deve cuidar do bem comum."[8]
- "Para a pessoa comum, todos os problemas datam da Segunda Guerra Mundial; para os mais informados, da Primeira Guerra Mundial; para o historiador genuíno, da Revolução Francesa."[9]
- "Liberdade e igualdade são essencialmente contraditórias."[10]
- "Há pouca dúvida de que o Congresso americano ou as Câmaras francesas têm um poder sobre suas nações que despertaria a inveja de um Luís XIV ou de um Jorge III, se estivessem vivos hoje. Não apenas a proibição, mas também a declaração de imposto de renda, seletiva serviço militar obrigatório, escolaridade obrigatória, impressões digitais de cidadãos inocentes, exames de sangue pré-matrimoniais — nenhuma dessas medidas totalitárias sequer o absolutismo real do século XVII ousaria introduzir."[11]
- "Sou a favor da palavra direitista. Direita é direita e esquerda é errada, veja bem, e em todas as línguas 'direita' tem um significado positivo e 'esquerda' um negativo. Em italiano, normalmente, la sinistra é 'a esquerda' e il sinistro é 'o acidente' ou 'a calamidade'. Os japoneses descrevem o mal como hidar-imae, 'a coisa na frente da esquerda'. E na Bíblia, diz em Eclesiastes, que os hebreus chamam de Koheleth, que “o coração do sábio bate à sua direita e o coração do tolo à sua esquerda.'[12]

## Publicações

### Romances
- The Gates of Hell: An Historical Novel of the Present Day. Londres: Sheed & Ward, 1933.
- Night Over the East. Londres: Sheed & Ward, 1936.
- Moscow 1979. Londres: Sheed & Ward, 1940 (com Christiane von Kuehnelt-Leddihn).
- Black Banners. Aldington, Kent: Forty-Five Press & Hand and Flower Press, 1952.

### Obras sociopolíticas
- The Menace of the Herd. Milwaukee: The Bruce Publishing Co., 1943 (sob o pseudônimo de "Francis S. Campell" para proteger parentes na guerra da Áustria).
- Liberty or Equality. Front Royal, Virginia: Christendom Press, 1952; 1993.
- The Timeless Christian. Chicago: Franciscan Herald Press, 1969.
- Leftism, From de Sade and Marx to Hitler and Marcuse. New Rochelle, Nova York: Arlington House Publishers, 1974.[13]
- The Intelligent American's Guide to Europe. New Rochelle, N.Y.: Arlington House Publishers, 1979.
- Leftism Revisited, From de Sade and Marx to Hitler and Pol Pot. Washington, D.C.: Regnery Gateway, 1990.[14]

### Colaborações
- "Erik von Kuehnelt-Leddihn." Em: F.J. Sheed (Ed.), Born Catholics. Nova York: Sheed & Ward, 1954, pp. 220–238.
- "Pollyanna Catholicism." Em: Dan Herr & Clem Lane (Ed.), Realities. Milwaukee: The Bruce Publishing Company, 1958, pp. 1–12.
- "The Age of the Guillotine." Em: Stephen Tonsor (Ed.), Reflections on the French Revolution: A Hillsdale Symposium. Washington, D.C.: Regnery Gateway, 1990.

### Artigos selecionados
- “Credo of a Reactionary”, The American Mercury 57, Jul. 1943.
- “An Anti-Nazi Allegory”, The American Mercury 59, Jul. 944.
- “Recuperating Spain”, Modern Age 1 (1), Mar.1957.
- “Revolution, Crime, and Sin in the Catholic World”, Modern Age 2 (2), Jun. 1958.
- “The Artist and the Intellectual in Anglo-Saxonry and on the Continent”, Modern Age 3 (4), Dez. 1959.
- "The Thorny Problem of the Vernacular" The Catholic World, Dez. 1962.
- "The Roots of Leftism in Christendom", The Freeman 18 (2), Fev. 1968.
- "Latin America in Perspective", The Freeman 18 (4), Abr. 1968.
- "The Woes of the Underdeveloped Nations", The Freeman 21 (1), Jan. 1971.
- "The Western Dilemma: Calvin or Rousseau?", Modern Age 15 (1), Mar. 1971.
- "We and the Third World", The Freeman 22 (2), Fev. 1972.
- "The Years of Godlessness", Modern Age 16 (1), Mar. 1972.
- "Free Enterprise and the Russians", The Freeman 22 (8), Aug. 1972.
- "The Roots of ‘Anticapitalism’", The Freeman 22 (11), Nov. 1972.
- "Portrait of an Evil Man", The Freeman 23 (9), Set. 1973.
- "Scita Et Scienda: The Dwarfing of Modern Man", Imprimis, Out. 1974.
- "The Unholy Ikons", Modern Age 20 (1), Mar. 1976.
- "Utopias and Ideologies: Another Chapter in the Conservative Demonology", Modern Age 21 (3), Set. 1977.
- "Controversy", Policy Review 15, Jan. 1981.
- "The Problems of a Successful American Foreign Policy", Imprimis 14 (11), Nov. 1985.
- "Democracy’s Road to Tyranny", The Freeman 38 (5), Mai. 1988.
- "Operation Parricide: Sade, Robespierre, and the French Revolution", Fidelity Magazine, Out. 1989.
- “The Four Liberalisms”, Religion & Liberty 2 (4), Jul./Aug. 1992.
- “Economics in the Catholic World”, Religion & Liberty 4 (4), Jul./Aug. 1994.
- “Christianity, the Foundation and Conservator of Freedom”, Religion & Liberty 7 (6), Nov. – Dez. 1997.
- “Liberalism in America”, The Intercollegiate Review 33 (1), 1997.
- "Hebrews and Christians", The Rothbard-Rockwell Report 9 (4), Abr. 1998.
- "Monarchy and War", The Journal of Libertarian Studies 15 (1), Dez. 2000.
- “The Cultural Background of Ludwig von Mises”, Studies in Classical Liberalism, n.d.